# Gandvik
Dans la mythologie nordique, Gandvik est une mer dangereuse, connue sous le nom de baie des serpents en raison de sa forme tortueuse. Le moine et historien danois Saxo Grammaticus affirma que Gandvik était un ancien nom de la mer Baltique (parfois écrit Grandvik dans certaines traductions).
La légende renvoie probablement au Golfe de Botnie. Il y a toutefois deux théories opposées sur le lieu où était situé Gandvik : le Golfe de Botnie ou l'océan Arctique.